# CEETX
| CEESEG Traded Index | CEESEG Traded Index                       |
| Stammdaten          | Stammdaten                                |
| ------------------- | ----------------------------------------- |
| Staat               | Österreich, Ungarn, Slowenien, Tschechien |
| Börse               | CEE Stock Exchange Group                  |
| ISIN                | AT0000A0EYH7 (EUR) AT0000A0EYJ3 (USD)     |
| WKN                 | A1A41E (EUR) A1A41F (USD)                 |
| Symbol              | GTE (EUR) GTX (USD)                       |
| RIC                 | .CEETXEUR (EUR) .CEETXUSD (USD)           |
| Bloomberg-Code      | CEETXEUR (EUR) CEETXUSD (USD)             |
| Kategorie           | Aktienindex                               |
| Typ                 | Kursindex                                 |
| Familie             | CEE Indices                               |

Der CEESEG Traded Index (CEETX) war neben dem CEESEG Composite Index der wichtigste Aktienindex der CEE Stock Exchange Group. Es handelte sich um einen kapitalisierungsgewichteten Preisindex, der die Aktien der 25 umsatzstärksten und höchstkapitalisierten, an den Börsen von Wien, Budapest, Laibach und Prag notierten Unternehmen enthielt. Der Index wurde in Echtzeit in Euro und US-Dollar berechnet und veröffentlicht. Er war als handelbarer Index konzipiert. Der CEETX startete am 2. Januar 2009 mit einer Indexbasis von 1000 Punkten und wurde mit Wirkung zum 21. Dezember 2015 eingestellt.

## Entwicklung

### Höchst- und Tiefstand
Die Übersicht zeigt die Allzeithöchst- und Tiefstände des CEETX auf Schlusskursbasis (Stand Juli 2014).
|             | Punkte   | Datum                   |
| ----------- | -------- | ----------------------- |
| Höchststand | 1.602,85 | Mittwoch, 6. April 2011 |
| Tiefststand | 785,61   | Montag, 9. März 2009    |

### Jährliche Entwicklung
Die Tabelle zeigt die jährliche Entwicklung ab der Einführung des CEETX im Jahr 2009 (Stand Juli 2014).
| Jahr | Schlussstand in Punkten | Veränderung in Punkten | Veränderung in % |
| ---- | ----------------------- | ---------------------- | ---------------- |
| 2009 | 1.393,94                | 393,94                 | 39,39            |
| 2010 | 1.506,55                | 112,61                 | 8,08             |
| 2011 | 1.071,92                | −434,63                | −28,85           |
| 2012 | 1.249,48                | 177,56                 | 16,56            |
| 2013 | 1.234,68                | −14,80                 | −1,18            |

## Zusammensetzung
Der CEETX setzte sich mit Stand 22. Mai 2015 aus folgenden Unternehmen zusammen:
| Rang | Name                                   | Branche           | Logo | Indexgewichtung in % | Land       |
| ---- | -------------------------------------- | ----------------- | ---- | -------------------- | ---------- |
| 1    | OMV                                    | Öl und Gas        |      | 8,29                 | Österreich |
| 2    | Voestalpine                            | Stahl             |      | 7,49                 | Österreich |
| 3    | ČEZ                                    | Versorger         |      | 9,17                 | Tschechien |
| 4    | Erste Group                            | Banken            |      | 10,96                | Österreich |
| 5    | Andritz                                | Anlagenbau        |      | 8,60                 | Österreich |
| 6    | Raiffeisen Bank International          | Banken            |      | 3,18                 | Österreich |
| 7    | OTP Bank                               | Banken            |      | 6,62                 | Ungarn     |
| 8    | Immofinanz                             | Immobilien        |      | 4,63                 | Österreich |
| 9    | Komerční banka                         | Banken            |      | 5,24                 | Tschechien |
| 10   | Vienna Insurance Group                 | Versicherungen    |      | 2,53                 | Österreich |
| 11   | MOL                                    | Öl und Gas        |      | 4,65                 | Ungarn     |
| 12   | Telekom Austria                        | Telekommunikation |      | 1,60                 | Österreich |
| 13   | KRKA                                   | Pharma            |      | 3,26                 | Slowenien  |
| 14   | Richter Gedeon                         | Pharma            |      | 3,46                 | Ungarn     |
| 15   | Wienerberger                           | Baustoffe         |      | 3,22                 | Österreich |
| 16   | Österreichische Post                   | Logistik          |      | 2,78                 | Österreich |
| 17   | CA Immobilien Anlagen                  | Immobilien        |      | 2,29                 | Österreich |
| 18   | Schoeller-Bleckmann Oilfield Equipment | Teile             |      | 1,19                 | Österreich |
| 19   | O2 Czech Republic                      | Telekommunikation |      | 0,72                 | Tschechien |
| 20   | Verbund                                | Versorger         |      | 1,87                 | Österreich |
| 21   | Mayr-Melnhof Karton                    | Papier            |      | 1,91                 | Österreich |
| 22   | BUWOG                                  | Immobilien        |      | 2,02                 | Österreich |
| 23   | Lenzing                                | Textilindustrie   |      | 0,95                 | Österreich |
| 24   | Magyar Telekom                         | Telekommunikation |      | 1,31                 | Ungarn     |
| 25   | Uniqa Insurance Group                  | Versicherungen    |      | 2,08                 | Österreich |